# Johnson County (Georgia)
Johnson County is een county in de Amerikaanse staat Georgia.
De county heeft een landoppervlakte van 788 km² en telt 8.560 inwoners (volkstelling 2000). De hoofdplaats is Wrightsville.